# 暗黑天使
《暗黑天使》（英語：I Come in Peace，另類名稱為）是一部1990年美國科幻動作片，由克瑞格·R·巴克斯里執導，強納森·泰多（Jonathan Tydor）和大衛·柯普共同編劇，杜夫·朗格、布萊恩·奔本、貝茲·布蘭特利與馬提亞斯·修斯主演。講述一名警探被迫與FBI合作調查德克薩斯州休士頓街頭的一連串神秘的毒品及謀殺案。
《暗黑天使》1990年9月28日美國上映。

## 劇情
白領毒販組織「白人男孩」（White Boys）會藉由昂貴的豪華跑車和看似正常的行政級別的工作和設計公司來掩飾他們的毒品走私活動，在凶狠但溫文爾雅的維克多·曼寧的帶領下，白人男孩的行動難以被偵破。該組織從聯邦證據倉庫偷走一批海洛因時，他們炸毀倉庫、造成許多死傷來隱匿他們參與的證據。之後，德克薩斯州休士頓警探傑克·凱恩與搭檔雷·特納執行一場與白人男孩接觸的臥底行動，但當凱恩中途前去阻止一場超商搶案時，特納早被對方識破而被當場殺害。曼寧離開現場後，一名神秘人現身用一枚超高速旋轉光碟殺死了幾名白人男孩的成員，並拿走毒品。這使曼寧誤當成凱恩所為。
這讓聯邦調查局（FBI）找上正在處理與搭檔失手行動的凱恩，後者被分配到新搭檔特別探員艾伍德·「賴瑞」·史密斯。凱恩和史密斯為此開始調查這場白人男孩引發的毒品及謀殺案，中途他們在犯罪現場找到那枚光碟。與此同時，凱恩從他的驗屍官女友黛安·帕隆那得知了一連串與毒品相關的謀殺案：幾名死者屍體裡裝滿了海洛因，但死因是前額被刺傷。凱恩和警方還不知情，下手的兇手是外星人塔萊克，他正在從受害者身上提取一些東西，但正在被與他相似的外星人警察阿齊克。
阿齊克追蹤塔萊克到一家超商並在那發生交火，不但讓目標逃走，阿齊克自己也受了重傷。凱恩和史密斯前來此處調查，但被上級命令停止調查後，他們在車上發現阿齊克；對方解釋，塔萊克會將合成海洛因注入人類體內，然後使用外星技術從他們的大腦中提取產生的内啡肽，合成出一種名為「巴爾西」（Barsi）的非法藥物，來供他家鄉星球上的癮君子使用。他警告凱恩和史密斯，因為地球是巴爾西的廉價來源，這在銀河系的其他地方極為罕見；如果不阻止塔萊克，數以千計的星際毒販將開始來到地球造成大屠殺。阿齊克話一說完便死去並自行將屍體火化，但史密斯先行保留對方火力強大的手槍，並打算把它交給他的聯邦調查局上級，以證明外星人的存在。凱恩則表示該把槍交給自己的長官馬龍，兩人意見不合並最終分道揚鑣。
史密斯將槍交給長官斯威策督察，後者透露他們早得知外星人的存在，企圖藉此獲得科技和武器優勢。然後他試圖射殺史密斯，但凱恩及時殺死斯威策，救了史密斯一命。根據阿齊克的訊息，他們追蹤塔萊克到一家工廠，但被對方逃脫，凱恩取得塔萊克遺留的幾罐巴爾西。凱恩、史密斯與黛安打算離開公寓時，被白人男孩攔下，他們認為凱恩是他們手下死亡的幕後黑手。塔萊克在對峙中途到達並殺死了剩下的白人男孩，然後雙方在街上展開飛車追逐；在史密斯使用阿齊克的武器對付他後被迫撤退。
凱恩、史密斯與黛安在一間工業設施埋伏，企圖暗殺塔萊克，但因史密斯的槍子彈用盡而失敗。凱恩手持巴爾西逼迫塔萊克放下槍，接著將藥物放下後利用一塊金屬板擋下對方射出的光碟。塔萊克取走藥物時，凱恩與他再次展開纏鬥，最後以一記飛踢讓塔萊克被一根鋼樑刺穿。凱恩最後用塔萊克向附近的燃料桶射擊，在由此產生的爆炸中殺死了塔萊克。戰鬥結束後，凱恩、史密斯和黛安三人輕鬆地離開現場。

## 演員
- 杜夫·朗格飾演傑克·凱恩警探（Detective Jack Caine）：調查一連串毒品和謀殺案的休士頓警探。
- 布萊恩·奔本飾演特別探員艾伍德·「賴瑞」·史密斯（Special Agent Arwood "Larry" Smith）：凱恩的新搭檔。
- 貝茲·布蘭特利（英语：Betsy Brantley）飾演黛安·帕隆（Diane Pallone）：驗屍官和凱恩的女友。
- 馬提亞斯·修斯（英语：Matthias Hues）飾演塔萊克（Talec）：凶狠的外星毒販。
- 傑·比拉斯（英语：Jay Bilas）飾演阿齊克（Azeck）：追捕塔萊克的外星警察。
- 吉姆·海尼（Jim Haynie）飾演馬龍警監（Captain Malone）：凱恩的長官。
- 大衛·阿克羅伊德（英语：David Ackroyd）飾演斯威策督察（Inspector Switzer）：史密斯的長官。
- 謝爾曼·霍華德（英语：Sherman Howard）飾演維克多·曼寧（Victor Manning）：毒販組織「白人男孩」（White Boys）的老闆。
- 山姆·安德森（英语：Sam Anderson）飾演華倫（Warren）：白人男孩的幹部。
- 艾力·莫里斯（Alex Morris）飾演雷·特納警探（Detective Ray Turner）：凱恩的原搭檔，在與白人男孩的臥底行動中死去。

片中還包括演員馬克·洛文塔爾（Mark Lowenthal）飾演的古怪科學家布魯斯（Bruce）；麥可·J·波拉德飾演博納（Boner），一名小罪犯；傑西·文恩飾演麥墨菲（McMurphy），塔萊克的第一個受害者；阿爾·樑飾演一名試圖甩掉白人男孩的行李箱員工。

## 可能的續集
多年後，演員馬提亞斯·修斯於2016年表示期盼能推出續集。

## 外部連結
- 互联网电影数据库（IMDb）上《暗黑天使》的资料（英文）
- AllMovie上《暗黑天使》的资料（英文）
- Box Office Mojo上《暗黑天使》的資料（英文）
- 爛番茄上《暗黑天使》的資料（英文）